# Campo de fuerza (ciencia ficción)

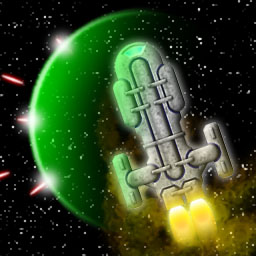
Campo de fuerza de una nave espacial (Ciencia ficción)

En ciencia ficción y literatura de fantasía, un campo de fuerza es una barrera energética para proteger una persona, un área o un objeto contra ataques o intrusiones. 
La idea puede estar basada en parte en el concepto de campo vectorial, aunque en esencia se asemeja a un hechizo de resguardo, magia de druidas y shamanes del mundo antiguo. 
En las ciencias físicas, el término también tiene varios significados específicos (véase campo en física). Las obras de ciencia ficción postulan numerosas aplicaciones potenciales para los campos de fuerza:
- Una barrera para permitir trabajos en áreas que puedan exponerse al vacío del espacio, preservando en el interior una atmósfera habitable, mientras a su vez se permite que ciertos objetos pasen a través de ellos. En Star Wars también es utilizado para evitar que los objetos o las personas puedan quemarse por contacto directo con lava volcánica, y en los juegos del hambre para evitar que los tributos salgan de la arena.
- Cuarentena de emergencia en un área afligida por una cierta clase de agente tóxico (ej: gas venenoso) para evitar que se propague.
- Extinguir el fuego cortándole el suministro de oxígeno.
- Como escudo deflector para proteger áreas, objetos o personas frente a daños.
- Para crear un espacio habitable durante un tiempo en un lugar no apto para la vida, en especial para separar atmósferas artificiales de un entorno dañino sin necesidad de sistemas presurizados cerrados herméticamente, como en submarinos y naves espaciales.
- Como método de seguridad para dirigir a alguien en una dirección particular para capturarlo.
- Para las puertas de prisiones.
- En Star Wars, los campos de fuerza también se utilizan para la reentrada atmosférica de tal manera que el objeto no se incendie por la fricción a gran velocidad, sin duda esta sería la aplicación más provechosa en tecnología espacial, no se requeriría de cerámicas espaciales ni de un ángulo especial de reentrada.
- Como escudo ante disparos de armas de fuego o láser. Ésta es la clásica función de los campos de fuerza en ciencia ficción.
- Algunos personajes de la literatura o la cinematografía fantástica que poseen la capacidad de generar campos de la fuerza son Susan Storm de Los 4 Fantásticos que genera campos de fuerza y posee otras habilidades con el poder de su mente, Wyatt Halliwell de Charmed, Violeta Parr de Los Increíbles, Aelita de Código Lyoko, y los mechas Evangelion en el manga y anime Neon Genesis Evangelion, (entre otros).

## Investigación y desarrollo
La ventana de plasma es una tecnología real que reconstruye parcialmente la funcionalidad de un campo de la fuerza, proporcionando una separación entre el vacío y el gas que cubre, permitiendo que alguna radiación y partículas pasen a su través. Sin embargo, actualmente hay únicamente un método científico demostrado para crear un protector de la fuerza: el uso del electromagnetismo para afectar el movimiento de objetos metálicos. Ninguna fuente de energía existente actualmente puede crear un campo de tanta fuerza como para actuar como dispositivo protector. Así, los campos de fuerza sólo existen en el reino de la ciencia ficción, al menos por ahora.